# Retipenna burmana
Retipenna burmana is een insect uit de familie van de gaasvliegen (Chrysopidae), die tot de orde netvleugeligen (Neuroptera) behoort. 
Retipenna burmana is voor het eerst wetenschappelijk beschreven door Brooks in 1986.